# Williams FW17
Williams FW17 (и его модификация FW17B) — гоночный автомобиль с открытыми колёсами команды Williams, участвовавший в Чемпионате мира Формулы-1 сезона 1995 года.

## История
Автомобиль пилотировали Деймон Хилл, проводивший третий сезон в команде, и Дэвид Култхард, для которого этот сезон стал первым полным в Формуле-1 после того, как он выступил в нескольких гонках в 1994 году. Это был первый болид Williams со «вздёрнутым носом».
Комбинация шасси FW17 и двигателя Renault RS7 была быстрейшей в том сезоне, что подтверждается 12 поулами в 17 гонках. Однако из-за большого числа сходов и ошибок пилотов, особенно столкновений Хилла с Шумахером и знаменитой аварии Култхарда при заезде на пит-лейн в Аделаиде, команда стала только второй в зачёте Кубка конструкторов, а Хилл уступил чемпионский титул, как и год назад, Михаэлю Шумахеру на Benetton B195.
Несмотря на то, что титулы были вне досягаемости, на Гран-при Португалии 1995 года появилась модифицированная версия FW17B, на которой было выиграно 4 поул-позиции и 2 гонки. В частности, Култхард выиграл свою первую в карьере гонку именно на FW17B.

## Результаты гонок
| Год  | Команда                   | Двигатель                      | Шины | Пилоты   | 1    | 2    | 3   | 4    | 5    | 6    | 7   | 8    | 9    | 10  | 11   | 12   | 13  | 14   | 15  | 16   | 17   | Место | Очки |
| ---- | ------------------------- | ------------------------------ | ---- | -------- | ---- | ---- | --- | ---- | ---- | ---- | --- | ---- | ---- | --- | ---- | ---- | --- | ---- | --- | ---- | ---- | ----- | ---- |
| 1995 | Rothmans Williams Renault | Renault RS7/RS7B/RS7C 3,0, V10 | G    |          | БРА  | АРГ  | САН | ИСП  | МОН  | КАН  | ФРА | ВЕЛ  | ГЕР  | ВЕН | БЕЛ  | ИТА  | ПОР | ЕВР  | ТИХ | ЯПО  | АВС  | 2     | 112  |
| 1995 | Rothmans Williams Renault | Renault RS7/RS7B/RS7C 3,0, V10 | G    | Хилл     | Сход | 1    | 1   | 4    | 2    | Сход | 2   | Сход | Сход | 1   | 2    | Сход | 3   | Сход | 3   | Сход | 1    | 2     | 112  |
| 1995 | Rothmans Williams Renault | Renault RS7/RS7B/RS7C 3,0, V10 | G    | Култхард | 2    | Сход | 4   | Сход | Сход | Сход | 3   | 3    | 2    | 2   | Сход | Сход | 1   | 3    | 2   | Сход | Сход | 2     | 112  |

| Легенда к таблице |                                                                    |
| --- | ------------------------------------------------------------------ |
| В таблице перечислены результаты всех Гран-при Формулы-1, в которых использовался автомобиль. Строками таблицы являются сезоны, столбцами — этапы чемпионата мира. В каждой клетке указаны сокращённое название этапа и результат, дополнительно обозначенный цветом. Расшифровка обозначений и цветов представлена в нижеследующей таблице. |                                                                    |
| \| Пример \| Описание \| \| ------------ \| ------------------------------------------------------------------ \| \| 1 \| Победитель \| \| 2 \| Второе место \| \| 3 \| Третье место \| \| 5 \| Финишировал, заработав очки \| \| Сход \| Не финишировал, но при этом заработал очки \| \| 12 \| Финишировал, не получив очков \| \| НКЛ \| Финишировал, но не попал в финальную классификацию \| \| 15 \| Участвовал вне зачёта, либо по отдельной классификации \| \| 18 \| Не финишировал, но попал в финальную классификацию \| \| Сход \| Не финишировал \| \| НКВ \| Не прошёл квалификацию \| \| НПКВ \| Не прошёл предквалификацию \| \| ДСК \| Дисквалифицирован \| \| ИСК \| Исключён из протокола соревнований \| \| ТТ \| Заявлен для участия только в тренировках \| \| НС \| Участвовал в квалификации, но не стартовал в гонке \| \| Т \| Травмирован или болен \| \| ОТК \| Отказ от участия \| \| НТР \| Прибыл на соревнования, но на трассу не выезжал \| \| НПР \| Был заявлен в числе участников, но не прибыл к началу соревнований \| \| О \| Соревнования отменены \| \| \| Не участвовал \| \| Поул-позиция \| \| \| Быстрый круг \| \| |                                                                    |
| Пример | Описание                                                           |
| 1 | Победитель                                                         |
| 2 | Второе место                                                       |
| 3 | Третье место                                                       |
| 5 | Финишировал, заработав очки                                        |
| Сход | Не финишировал, но при этом заработал очки                         |
| 12 | Финишировал, не получив очков                                      |
| НКЛ | Финишировал, но не попал в финальную классификацию                 |
| 15 | Участвовал вне зачёта, либо по отдельной классификации             |
| 18 | Не финишировал, но попал в финальную классификацию                 |
| Сход | Не финишировал                                                     |
| НКВ | Не прошёл квалификацию                                             |
| НПКВ | Не прошёл предквалификацию                                         |
| ДСК | Дисквалифицирован                                                  |
| ИСК | Исключён из протокола соревнований                                 |
| ТТ | Заявлен для участия только в тренировках                           |
| НС | Участвовал в квалификации, но не стартовал в гонке                 |
| Т | Травмирован или болен                                              |
| ОТК | Отказ от участия                                                   |
| НТР | Прибыл на соревнования, но на трассу не выезжал                    |
| НПР | Был заявлен в числе участников, но не прибыл к началу соревнований |
| О | Соревнования отменены                                              |
| | Не участвовал                                                      |
| Поул-позиция |                                                                    |
| Быстрый круг |                                                                    |